# Les Écrennes
Les Écrennes és un municipi francès, situat al departament de Sena i Marne i a la regió de Illa de França. L'any 2007 tenia 618 habitants.
Forma part del cantó de Nangis, del districte de Melun i de la Comunitat de comunes Brie des Rivières et Châteaux.

## Demografia

### Població
El 2007 la població de fet de Les Écrennes era de 618 persones. Hi havia 196 famílies, de les quals 16 eren unipersonals (8 homes vivint sols i 8 dones vivint soles), 72 parelles sense fills, 104 parelles amb fills i 4 famílies monoparentals amb fills.
La població ha evolucionat segons el següent gràfic:
Habitants censats

### Habitatges
El 2007 hi havia 233 habitatges, 196 eren l'habitatge principal de la família, 16 eren segones residències i 21 estaven desocupats. 230 eren cases i 3 eren apartaments. Dels 196 habitatges principals, 180 estaven ocupats pels seus propietaris, 14 estaven llogats i ocupats pels llogaters i 2 estaven cedits a títol gratuït; 5 tenien dues cambres, 17 en tenien tres, 44 en tenien quatre i 130 en tenien cinc o més. 176 habitatges disposaven pel capbaix d'una plaça de pàrquing. A 61 habitatges hi havia un automòbil i a 131 n'hi havia dos o més.

### Piràmide de població
La piràmide de població per edats i sexe el 2009 era:
| Homes | Edats   | Dones |
| ----- | ------- | ----- |
| 0     | 95 o +  | 0     |
| 0     | 90 a 94 | 0     |
| 0     | 85 a 89 | 0     |
| 0     | 80 a 84 | 0     |
| 4     | 75 a 79 | 8     |
| 8     | 70 a 74 | 4     |
| 4     | 65 a 69 | 4     |
| 8     | 60 a 64 | 4     |
| 8     | 55 a 59 | 16    |
| 32    | 50 a 54 | 40    |
| 48    | 45 a 49 | 20    |
| 36    | 40 a 44 | 32    |
| 12    | 35 a 39 | 36    |
| 16    | 30 a 34 | 20    |
| 24    | 25 a 29 | 8     |
| 32    | 20 a 24 | 28    |
| 48    | 15 a 19 | 24    |
| 28    | 10 a 14 | 32    |
| 20    | 5 a 9   | 20    |
| 20    | 0 a 4   | 4     |

## Economia
El 2007 la població en edat de treballar era de 453 persones, 335 eren actives i 118 eren inactives. De les 335 persones actives 321 estaven ocupades (179 homes i 142 dones) i 14 estaven aturades (9 homes i 5 dones). De les 118 persones inactives 34 estaven jubilades, 60 estaven estudiant i 24 estaven classificades com a «altres inactius».

### Ingressos
El 2009 a Les Écrennes hi havia 207 unitats fiscals que integraven 629 persones, la mediana anual d'ingressos fiscals per persona era de 22.401 €.

### Activitats econòmiques
Dels 19 establiments que hi havia el 2007, 1 era d'una empresa alimentària, 2 d'empreses de fabricació d'altres productes industrials, 3 d'empreses de construcció, 6 d'empreses de comerç i reparació d'automòbils, 1 d'una empresa d'hostatgeria i restauració, 1 d'una empresa immobiliària, 3 d'empreses de serveis, 1 d'una entitat de l'administració pública i 1 d'una empresa classificada com a «altres activitats de serveis».
Dels 4 establiments de servei als particulars que hi havia el 2009, 1 era un paleta, 1 guixaire pintor, 1 lampisteria i 1 restaurant.
L'any 2000 a Les Écrennes hi havia 10 explotacions agrícoles que ocupaven un total de 620 hectàrees.

## Equipaments sanitaris i escolars
El 2009 hi havia una escola elemental.

## Poblacions més properes
El següent diagrama mostra les poblacions més properes.